# Grumia rubicosta
Grumia rubicosta là một loài bướm đêm trong họ Noctuidae.